# Therese Schläpfer

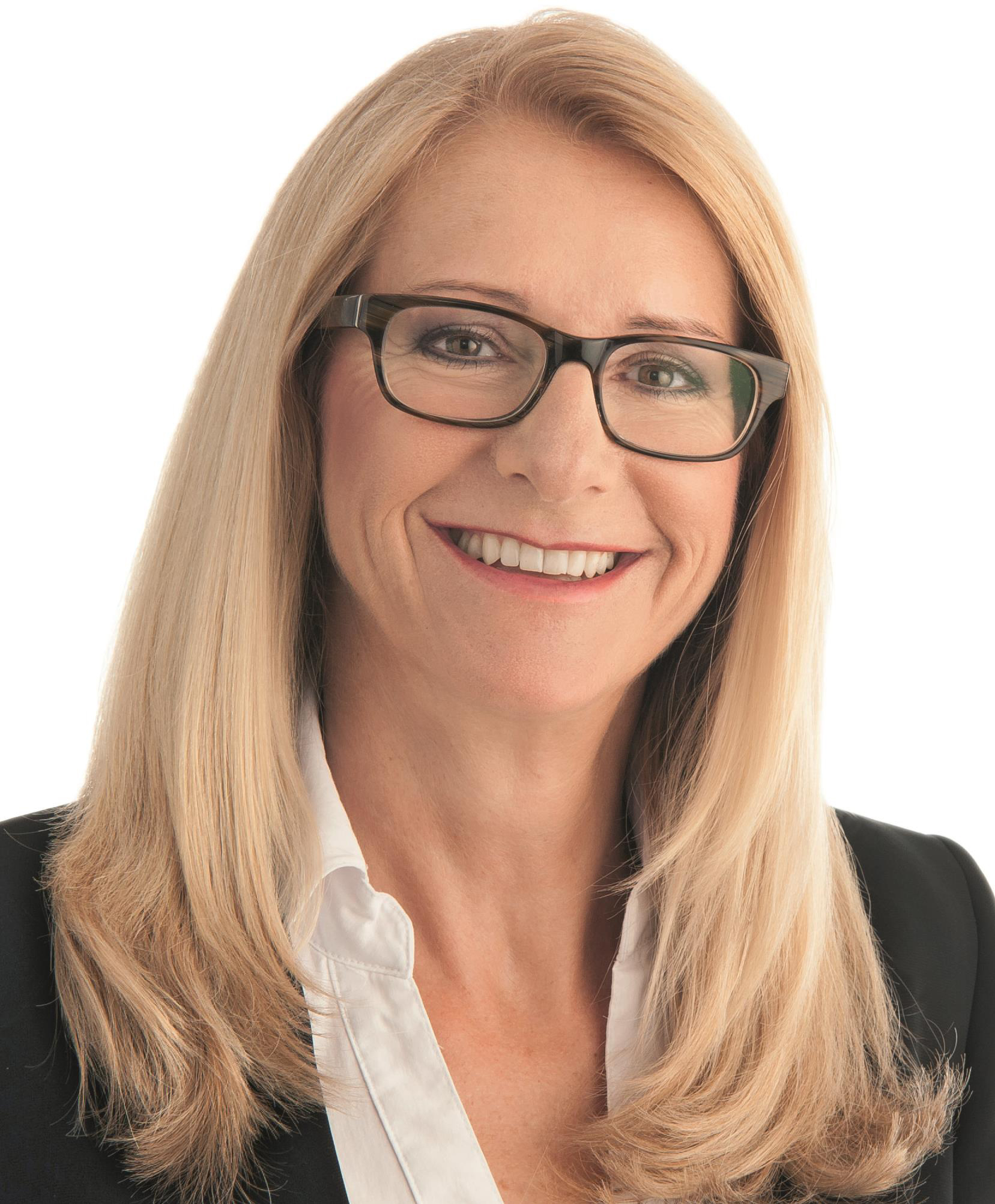
Therese Schläpfer (2019)

Therese Schläpfer (* 14. April 1959 in Hagenbuch ZH; heimatberechtigt in Wald AR; Ormalingen BL und Buus BL) ist eine Schweizer Politikerin (SVP). Sie war von 2019 bis 2023 Nationalrätin und von 2014 bis 2022 Gemeindepräsidentin von Hagenbuch.

## Politik
Therese Schläpfer war von 2010 bis 2014 Gemeinderätin in Hagenbuch, verantwortlich für das Ressort Gesundheit und Soziales, sowie Mitglied in diversen Kommissionen. Von 2014 bis Juni 2022 war sie Gemeindepräsidentin von Hagenbuch mit dem Ressort Finanzen. An den Nationalratswahlen 2015 gewann sie 8 Listenplätze und erzielte damit den zweiten Ersatzplatz. Im Mai 2019 rückte sie als Nachfolgerin von Jürg Stahl in den Nationalrat nach und wurde am 3. Juni 2019 vereidigt. Sie gilt als erste Nationalrätin überhaupt aus dem Eulachtal. Die Wahl in den Zürcher Kantonsrat – nur drei Tage vor der Mitteilung, dass sie in den Nationalrat nachrückt – lehnte sie ab, worauf Tobias Weidmann (SVP) von Hettlingen ZH nachrücken konnte. Bei den Nationalratswahlen 2023 wurde Schläpfer nicht wiedergewählt.

## Leben und Beruf
Schläpfer ist beteiligt an einem KMU im Baselbiet, Teilhaberin der Beratungsfirma  Conmetec GmbH in Hagenbuch ZH und Verwaltungsrätin in einer Immobilienfirma.
Sie ist verheiratet, hat drei erwachsene Kinder und lebt in Hagenbuch.